# Kristy, Are You Doing Okay?
«Kristy, Are you Doing Okay?» es el tercer sencillo de la banda californiana The Offspring, perteneciente a su octavo álbum de estudio, Rise and Fall, Rage and Grace. Ha alcanzado  modestas posiciones en las listas: 106 en US, 7 en US Modern Rock Tracks, 31 en US Mainstream Top 40...
La canción fue escrita como una forma de pedir perdón a una chica que Dexter Holland, el cantante, conoció cuando era pequeño. La chica sufría abusos sexuales y todo el mundo en el barrio lo sabía, incluido el propio Dexter, pero nadie hacía nada al respecto. 

## Videoclip
Lex Halaby dirigió el videoclip de la canción.
En él se ve a una chica que todos los días escribe en su diario sobre los abusos que sufre. 
Un chico de su clase se da cuenta de que algo va mal, pero no hace nada por ella.
Entre las escenas del colegio se ve a Holland tocando la guitarra en una habitación, con hojas del diario de Kristy colgadas por la pared.
- Datos: Q2734006